# Piranha 3D
Piranha 3D är en amerikansk skräckkomedifilm från 2010, som fungerar som en form av nyinspelning av 1978 års skräckkomedi Piraya (engelska: Piranha), vars manus det året skrevs av John Sayles. Filmen är regisserad av Alexandre Aja, samt har manus skrivet av Pete Goldfinger och Josh Stolberg. Rollistan i filmen består av bland andra Elisabeth Shue, Adam Scott, Jerry O'Connell, Ving Rhames, Jessica Szohr, Steven R. Mcqueen, Christopher Lloyd, och Richard Dreyfuss.
Filmen är, som dess titel antyder, i 3D, och hade biopremiär i USA den 20 augusti 2010, för att sedan ha biopremiär i Sverige den 3 december samma år. År 2012 fick den även en uppföljare, som fick titeln Piranha 3DD.

## Handling
Filmens handling utspelar sig i fiktiva Lake Victoria, beläget i den amerikanska delstaten Arizona, där en gammal fiskare vid namn Matt Boyd till en början förlorar livet, när en jordbävning gör så att han ramlar ner i vattnet, och blir uppäten av förhistoriska pirayor. En tid senare, när det har blivit dags för "spring break" i stora delar av USA, har dessa pirayor spridit ut sig ännu mer, och skapar därmed kaos runtomkring sig, genom att döda allt och alla i sin väg, så fort de på ett eller annat sätt befinner sig i vattnet.

## Rollista (i urval)
| Elisabeth Shue    | – Julie Forester   |
| Steven R. Mcqueen | – Jake Forester    |
| Adam Scott        | – Novak            |
| Jerry O'Connell   | – Derrick Jones    |
| Jessica Szohr     | – Kelly            |
| Kelly Brook       | – Danni            |
| Riley Steele      | – Crystal          |
| Ving Rhames       | – Fallon           |
| Richard Dreyfuss  | – Matt Boyd        |
| Dina Meyer        | – Paula            |
| Christopher Lloyd | – Mr. Carl Goodman |
| Ricardo Chavira   | – Sam              |
| Paul Scheer       | – Andrew           |
| Cody Longo        | – Todd Dupree      |
| Brooklynn Proulx  | – Laura Forester   |
| Sage Ryan         | – Zane Forester    |